# Carme Pigem Barceló

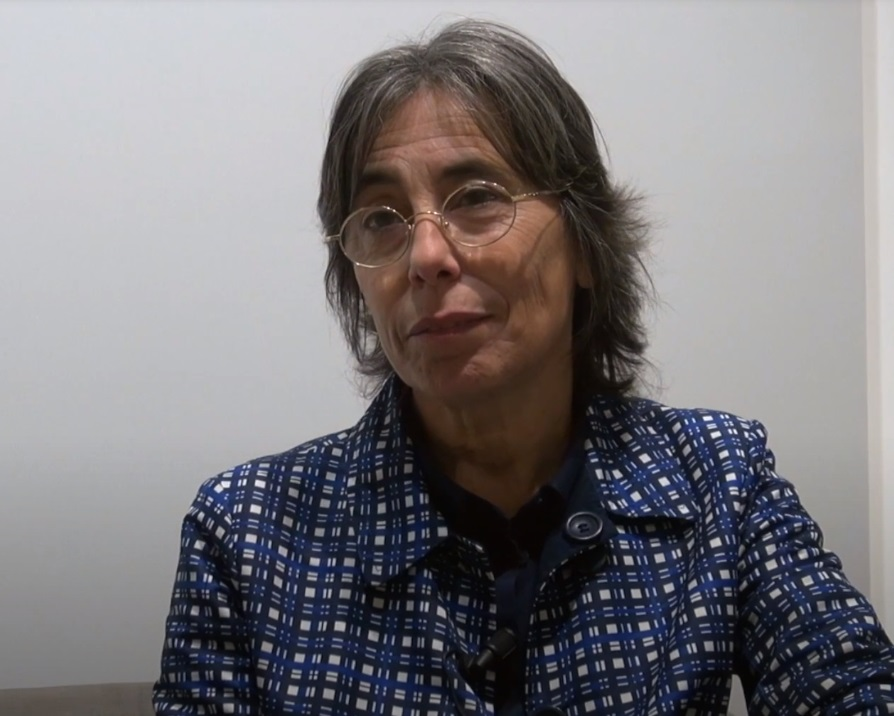
Carme Pigem Barceló

Carme Pigem Barceló (* 18. April 1962 in Olot) ist eine spanische Architektin aus dem katalanischen Kulturbereich.

## Leben
Carme Pigem absolvierte von 1977 bis 1979 die Kunstschule in Olot (Escola d’Art i Superior de Disseny d’Olot). Als Architektin graduierte sie 1987 an der Escola Tècnica Superior d’Arquitectura del Vallès (ETSAV) der Universitat Politècnica de Catalunya (UPC).
1988 gründete sie zusammen mit ihren ehemaligen Studienkollegen Rafael Aranda Quiles und Ramón Vilalta Pujol in Olot das Architekturbüro RCR Arquitectes. In Hinblick auf die Olympischen Sommerspiele 1992 in Barcelona zog sie in die Comarca Garrotxa.
Von 1992 bis 1999 lehrte sie als Professorin für Architekturprojekte an der ETSAV in Sant Cugat del Vallès und betreute dort Diplomarbeiten von 1995 bis 2005. Von 1997 bis 2003 lehrte sie als Professorin im gleichen Fach an der Escola Tècnica Superior d’Arquitectura de Barcelona (ETSAB) der UPC in Barcelona. Seit 2005 ist sie Gastprofessorin an der Fakultät für Architektur der ETH Zürich in der Schweiz und bietet seit 2012 weltweit Workshops an.
2017 erhielt sie zusammen mit den beiden genannten RCR-Kollegen den renommierten Pritzker-Architektur-Preis.